# دنی مارتین (بازیکن فوتبال، زاده ۱۹۹۷)
دنی مارتین (انگلیسی: Dani Martín؛ زادهٔ ۳۱ مهٔ ۱۹۹۷) بازیکن فوتبال است.
از باشگاه‌هایی که در آن بازی کرده‌است می‌توان به باشگاه فوتبال لاس پالماس اشاره کرد.